# Phim mới (website)
Phim mới là một website xem phim trực tuyến không có bản quyền bằng tiếng Việt. Đây là website xem phim lớn nhất tại Việt Nam, nhưng hầu hết phim trên website này đều không có bản quyền.
Theo thống kê từ Alexa, trước khi bị chặn, phimmoi.net đang là website có lưu lượng truy cập lớn nhất tại Việt Nam. Một công cụ thống kê lưu lượng truy cập website khác là SimilarWeb thì nói rằng phimmoi.net có thể có từ 60 triệu đến 80 triệu lượt truy cập mỗi tháng.

## Nội dung
Website cho phép người truy cập xem các bộ phim có bản quyền mà không phải trả phí.

## Hình thức kinh doanh

### Phương thức hoạt động
Giống như những website xem phim lậu khác, phimmoi.net sử dụng server của chính Google để lưu trữ và chiếu những bộ phim không có bản quyền. Chủ sở hữu website sẽ bỏ tiền ra để mua những tài khoản Google Drive không giới hạn dung lượng của sinh viên với giá từ 150.000-300.000 đồng để lưu trữ. Nhưng cách làm này chỉ hiệu quả một thời gian cho đến khi Google buộc phải đưa ra những biện pháp ngăn chặn. Ngoài ra, phương thức trên cũng phát sinh chi phí và không đảm bảo tính ổn định cho việc vận hành phim. Bên cạnh đó, Google còn có cơ chế khóa những liên kết với lượng truy cập tăng bất thường. Vì vậy, website quyết định chuyển sang sử dụng server của Facebook thay thế cho Google.

### Doanh thu
Doanh thu chủ yếu của phimmoi đến từ lượng người xem khổng lồ, các hợp đồng quảng cáo trực tuyến và chi phí bỏ ra. Theo một bảng giá được cho là của website này, một quảng cáo dạng video được chạy trước khi phim chiếu và cho phép người dùng tắt sau 5 giây có thể lên tới 18 triệu/ tuần. Cùng thời điểm, quảng cáo dạng balloon với kích thước 800×500 cũng có báo giá 18 triệu/tuần. Ngoài ra, các ô quảng cáo xung quanh cũng có giá lên tới 25 triệu đồng/tuần, và mỗi lượt xem quảng cáo ở đầu tập phim cũng sẽ mang về cho kênh 20.000 đồng/người/quảng cáo.

## Bị chặn truy cập tại Việt Nam
Ngày 17 tháng 6 năm 2020, các nhà cung cấp dịch vụ Internet Việt Nam đã đồng loạt chặn truy cập đến trang phimmoi.net. Có ít nhất ba nhà cung cấp dịch vụ Internet Việt Nam đã chặn website này là VNPT, MobiFone và FPT. Năm 2017, website này cũng từng bị rút toàn bộ quảng cáo trong một chiến dịch truy quét các website lậu do Bộ thông tin Truyền thông phát động. Tuy nhiên, sau 1 ngày bị chặn, phimmoi.net đã hoạt động trở lại với tên miền mới khác gần giống với tên miền cũ. Thậm chí, sau khi bị chặn một số tên miền mới, website này tiếp tục lập ra thêm nhiều tên miền khác bằng cách thay đuôi ".net" thành ".com", thêm những chữ "z" ở sau. Theo VnExpress, từ giữa tháng 6 đến đầu tháng 7, phimmoi.net đã mua hàng chục tên miền khác nhau để lách kiểm duyệt.

### Phản ứng
Việc phimmoi.net bị chặn đã tạo ra hai luồng phản ứng trái ngược nhau trong cộng đồng. Những người ủng hộ website này cho rằng nhiều trang phim chính thống không đầy đủ nội dung, do đó việc xem phim vi phạm bản quyền là bình thường; trong khi nhiều người lại cho rằng chi phí bỏ ra để trả tiền bản quyền cho các nội dung là không quá cao. Có người còn nhận định phimmoi.net cùng các website tương tự khác là nơi "quảng cáo cho các dịch vụ cờ bạc online".
Duc Anh Tran và Tu Anh Tran viết trên Mondaq rằng việc khởi tố phimmoi.net là một bước tiến quan trọng trong việc bảo vệ bản quyền tại Việt Nam và sẽ giúp "công chúng Việt Nam hiểu biết hơn về vấn đề vi phạm bản quyền" và tầm quan trọng của việc bảo vệ các sản phẩm sáng tạo của các nhà làm phim cũng như người nắm quyền sở hữu trí tuệ.
Theo Nguyễn Lê Đông Hải trên tờ Asia Times, việc chính quyền có động thái mạnh mẽ hơn đối với các website vi phạm bản quyền như phimmoi.net là hết sức cần thiết nếu Việt Nam muốn "thu hút các nhà đầu tư nước ngoài vốn rất nhạy cảm về vấn đề quyền sở hữu trí tuệ", đặc biệt trong bối cảnh dòng vốn FDI vào Việt Nam sụt giảm do ảnh hưởng của đại dịch COVID-19.

## Pháp lý
Ngày 19 tháng 8 năm 2021, Công an TP. HCM cho biết đã khởi tố vụ án "xâm phạm quyền tác giả, quyền liên quan" để làm rõ dấu hiệu tội phạm trong hoạt động của website phimmoi.net. Theo điều tra, từ năm 2014, Nguyễn Tuấn Tú (quê Lâm Đồng) lập kế hoạch xây dựng phát triển website chiếu phim trực tuyến miễn phí trên mạng. Thông qua trang này, quản trị viên sẽ thu tiền từ quảng cáo. Tú đã thuê Cao Thanh Lai và Cao Duy Anh là những người có trình độ về công nghệ thông tin, để lập trình, quản trị và vận hành website phimmoi.net. Theo điều 225 Bộ luật Hình sự, mức án tối đa mà Nguyễn Tuấn Tú có thể chịu là 3 tỷ đồng và 3 năm cải tạo không giam giữ.